# کانتری پاپ
کانتری پاپ (انگلیسی: Country pop) یکی از ریزشاخه‌های موسیقی پاپ و موسیقی کانتری است که توسعه یافته سبک کاتنری با هدف دستیابی به سطح وسیع تری از مخاطب است. ترکیب و استفاده از اجزای موسیقی پاپ سبک کانتری در افزایش مخاطبان جدید مؤثر بوده است.